# Giovanni Scolari
Giovanni Scolari, noto anche con lo pseudonimo di G. Da Brescia (Seniga, 26 novembre 1882 – Milano, 25 marzo 1956), è stato un fumettista e illustratore italiano.
Scolari iniziò la sua carriera eseguendo illustrazioni per libri per ragazzi e per pubblicità.
Negli anni trenta, Scolari debuttò nel mondo dei fumetti per Cartoccino Edizioni di Monza, su Il cartoccino dei piccoli.
Nel 1936 approdò ad Arnoldo Mondadori Editore, per cui iniziò a disegnare la saga Saturno contro la Terra (1936 - 1946), pubblicata su I tre porcellini, Topolino e Paperino. Per queste ultime due testate, continuò a realizzare storie quali:
- La galea dalle vele d'argento (1937)
- L'Aquila Fulva (1938)
- Nelle viscere della Terra (1938)
- La nube di Gelo (1940).

Dopo la Seconda guerra mondiale, l'autore disegnò Un uomo contro il mondo, sceneggiato da Mario Gentilini su soggetto di Cesare Zavattini, e il finale della saga di Saturno, ossia l'episodio La guerra dei pianeti (Albo d'oro n.57). Alla saga e al tratto grafico si ispirò, molti anni più tardi, il celebre Magnus (Roberto Raviola). Scolari, su soggetto di Zavattini, disegnò anche la copertina e tutte le 32 pagine dell'Albo d'oro n.114 del 1948 intitolato I Conquistatori del tempo, storia conclusasi col secondo episodio, Albo d'oro n.164, intitolato Il raggio mortale, anch'esso da lui disegnato. L'editore era Mondadori, con Direttore Responsabile Mario Gentilini.
Con lo pseudonimo di G. Da Brescia ha disegnato episodi di Volpe per la rivista Le più belle avventure (Edizioni Alpe).